# قلعه دختر تنگ روئین
بقایای قلعه دختر تنگ روئین مربوط به دوره ساسانیان است و در شهرستان قیر و کارزین، بخش مرکزی، دهستان مبارک‌آباد، تنگ روئین، ۱ کیلومتری شمال روستای بندوبست واقع شده و با شمارهٔ ثبت ۲۶۶۶۲ به‌عنوان یکی از آثار ملی ایران به ثبت رسیده است.